# Cantonul Villeurbanne-Sud
Cantonul Villeurbanne-Sud este un canton din arondismentul Lyon, departamentul Rhône, regiunea Rhône-Alpes, Franța.